# Teresa Kukołowicz

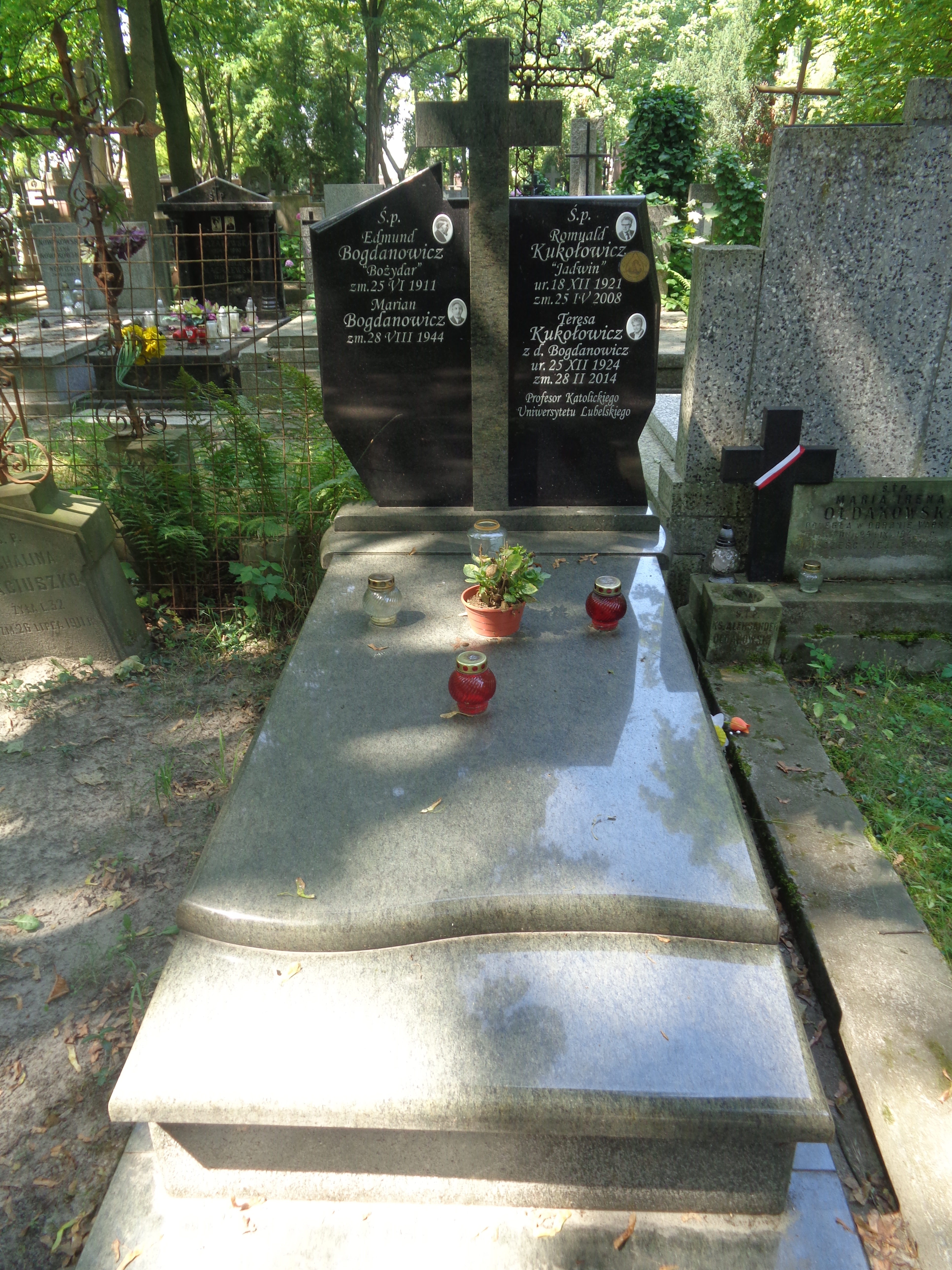
Grób Teresy Kukołowicz na Cmentarzu Powązkowskim

Teresa Kukołowicz (ur. 2 stycznia 1925 w Łodzi, zm. 28 lutego 2014 w Warszawie) – polska pedagog, prof. dr hab. nauk humanistycznych.

## Życiorys
Odbyła studia pedagogiczne na Uniwersytecie Łódzkim, 1 lipca 1963 obroniła pracę doktorską, 29 września 1977 habilitowała się na podstawie oceny dorobku naukowego i pracy zatytułowanej Rodzina w procesie uspołecznienia dziecka. 22 stycznia 1988 nadano jej tytuł profesora nadzwyczajnego w zakresie nauk humanistycznych, natomiast 28 marca 1992 z rąk prezydenta Lecha Wałęsy otrzymała nominację na tytuł naukowy profesora.
Pracowała na Wydziale Pedagogicznym Wyższej Szkole Ekonomicznej i Humanistycznej im. prof. Szczepana A. Pieniążka w Skierniewicach, Niepaństwowej Wyższej Szkole Pedagogicznej w Białymstoku, Studium Życia Rodzinnego i Sekcji św. Jana Chrzciciela na Papieskim Wydziale Teologicznym w Warszawie, oraz w Wyższej Szkole Służby Społecznej im. ks. Franciszka Blachnickiego w Suwałkach. 

## Życie prywatne
Jej mężem był Romuald Kukołowicz. Miała z nim troje dzieci. Pochowana na cmentarzu Powązkowskim w Warszawie (kwatera 297-1-7).

## Odznaczenia i upamiętnienie
- 1992: Dyplom World Cultural Council za pracę z dziedziny edukacji[2]
- 1994: Krzyż Kawalerski Orderu Odrodzenia Polski za całokształt pracy naukowej i działalności społecznej[2]
- Konkurs im. profesor Teresy Kukołowicz[6]